# فلم ما بعد حداثي
الفيلم ما بعد الحداثي هو تصنيف للأعمال التي تعبر عن موضوعات وأفكار ما بعد حداثية من خلال السينما. يحاول فيلم ما بعد الحداثة تخريب الأعراف السائدة لبنية السرد والتوصيف، ويختبر تعليق الجمهور لعدم التصديق. عادةً ما تعمل هذه الأفلام أيضًا على كسر الفجوة الثقافية بين الفن العالي والمنخفض وغالبًا ما تقلب الصور النمطية للجنس والعرق والطبقة والنوع والوقت بهدف إنشاء شيء لا يلتزم بالتعبير السردي التقليدي. 

## نظرة عامة على ما بعد الحداثة
ما بعد الحداثة هي نموذج معقد من الفلسفات والأساليب الفنية المختلفة. ظهرت الحركة كرد فعل على الحداثة العالية. الحداثة هي نموذج للفكر والنظر إلى العالم يتميز بطرق محددة ثارت ضدها ما بعد الحداثة. كانت الحداثة مهتمة بالروايات الرئيسية والفوقية لتاريخ الطبيعة الغائية. اقترح أنصار الحداثة أن التقدم الاجتماعي والسياسي والثقافي أمر حتمي ومهم للمجتمع والفن. إن أفكار الوحدة الثقافية (أي سرد الغرب أو شيء مشابه) وتسلسل القيم الطبقية التي تتماشى مع هذا المفهوم للعالم هي علامة أخرى على الحداثة. على وجه الخصوص، أصرت الحداثة على الفصل بين أشكال الفن المتدنية والأشكال الفنية العالية (خلق المزيد من الأحكام والتسلسلات الهرمية). تركز هذه الثنائية بشكل خاص على الفجوة بين الثقافة الرسمية والثقافة الشعبية. أخيرًا، ولكن ليس بشكل شامل بأي حال من الأحوال، كان هناك إيمان بالواقعي والمستقبل والمعرفة وكفاءة الخبرة التي تسود الحداثة. في جوهرها، كانت تحوي على ثقة بشأن العالم ومكانة البشرية فيه.
تحاول ما بعد الحداثة تقويض اهتمامات الحداثة ومقاومتها والاختلاف عنها في العديد من المجالات (الموسيقى والتاريخ والفن والسينما... إلخ). ظهرت ما بعد الحداثة في وقت لم تحدده الحرب أو الثورة بل بالثقافة الإعلامية. على عكس الحداثة، لا تؤمن ما بعد الحداثة بالروايات الرئيسية للتاريخ أو الثقافة أو حتى الذات كموضوع مستقل. بالأحرى تهتم ما بعد الحداثة بالتناقض والتفتت وعدم الاستقرار. غالبًا ما تركز ما بعد الحداثة على تدمير التسلسلات الهرمية والحدود. يعتبر المزج بين الأوقات والفترات المختلفة أو أنماط الفن التي يمكن اعتبارها عالية أو متدنية ممارسةً شائعة في أعمال ما بعد الحداثة. يشار إلى هذه الممارسة باسم المعارضة الأدبية. تأخذ ما بعد الحداثة نظرة ذاتية عميقة للعالم والهوية والفن، مفترضةً أن عملية لا نهاية لها للدلالة والعلامات توجد حيث يكمن أي معنى. وبالتالي، توضح ما بعد الحداثة ما تعتبره عالمًا وزمنًا وفنًا متصدعة. 

## عناصر محددة
وصل فيلم الحداثة إلى النضج في العصور بين الحرب العالمية الأولى والحرب العالمية الثانية بخصائص مثل المونتاج والصور الرمزية والتعبيرية والسريالية (ظهرت في أعمال لويس بونويل وفريتز لانغ وألفريد هيتشكوك) بينما فيلم ما بعد الحداثة -على غرار ما بعد الحداثة ككل- هو رد فعل على الأعمال الحداثية في مجالها وميولها (مثل الحنين والقلق). استكشفت السينما الحداثية وفضحت الاهتمامات الشكلية للوسيلة من خلال وضعها في طليعة الوعي. تساءلت السينما الحداثية وأبرزت ممارسات إنتاج المعنى للفيلم. وجهت نظرية المؤلف وفكرة المؤلف الذي ينتج عملاً من رؤيته الفردية اهتمامات فيلم الحداثة. إن التحقيق في شفافية الصورة أمر حداثي ولكن تقويضي للإشارة إلى الواقع والانخراط في جماليات ما بعد الحداثة. يثق فيلم الحداثة في المؤلف والفرد وإمكانية الوصول إلى الواقع نفسه أكثر من فيلم ما بعد الحداثة.
تهتم ما بعد الحداثة من نواحٍ عديدة بالفضاء الحدي الذي عادةً ما يُتجاهل من خلال العروض السردية الأكثر حداثة أو تقليدية. الفكرة هي أن المعنى غالبًا ما يُنشأ بشكل أكثر إنتاجية من خلال المسافات والانتقالات والتصادمات بين الكلمات واللحظات والصور. كتب هنري برغسون في كتابه التطور الإبداعي: «الغموض يتضح ويتلاشى التناقض، بمجرد أن نضع أنفسنا في مرحلة التحول، من أجل التمييز بين الحالات فيه من خلال إجراء قطع متداخلة في الأفكار. والسبب هو أنه هناك في مرحلة التحول أكثر من سلسلة الحالات، أي التخفيضات المحتملة؛ في الحركة أكثر من سلسلة المواقف، أي التوقفات المحتملة». الدافع وراء هذه الحجة هو أن المسافات بين الكلمات أو المقاطع في الفيلم تخلق نفس القدر من المعنى مثل الكلمات أو المشاهد نفسها.